# Shakedown (album)
Albums de Freemasons
Unmixed
(2007)
Shakedown  est le premier album studio du duo britannique Freemasons, sorti en 2007.